# Ефросиния Полоцка
Ефросиния Полоцка (на беларуски: Еўфрасіння Полацкая) е внучка на принца на Полоцк Всеслав и дъщерята на принц Святослав Полоцки. Тя е една от 15-те светци и светици покровители на Беларус, чийто живот е почитан от Беларуската православна църква в първата неделя след Петдесетница на празник, създаден в годината на нейната канонизация през 1984 г.

## Живот
Предслава е родена между 1101 и 1105 в рюриково аристократично семейство, членовете на което са херцози на Полоцкото княжество, което се е намирало на територията на днешен Беларус. Баща ѝ принц Святослав-Георги Всеславич е втори син на Всеслав Полоцки.
Ефросиния отказва всички предложения за брак и без знанието на родителите си избягва в манастир, където леля ѝ е игуменка. Тя става монахиния и приема името Ефросиния. С благословията на епископа на Полоцк тя започва да живее до катедралата „София“, където прекарва времето си в преписване на книги. Парите, които изкарва чрез това тя раздава на бедните.
Около 1128 г. епископ Елиас Полоцки дава задача на Ефросиния да организира женски манастир. В новосъздадения манастир на Преображение Господне в Селце, тя учи млади жени да преписват книги, пеят, шият и на други ръчни занаяти. Чрез усилията ѝ през 1161 г. е построена катедралата, която е оцеляла до наши дни.
Ефросиния също така основава мъжки манастир посветен на Божията майка, както и две църкви. Църквата на Светия спасител все още стои днес и е смятана за един от най-ценните паметници на ранната беларуска архитектура.
В края на живота си, тя тръгва на поклонничество към Константинопол и Светите земи. Патриарх Михаил II Куркуа и дава икона на Богомайчинстото, която днес се нарича „Девата от Корсун“. Кръстоносният крал Амори I също я посреща в Светите земи. Там тя умира около 1165 г. След завладяването на Йерусалим от Саладин през 1187 г., тялото ѝ е пренесено от монаси в Киев, а от там и в родния ѝ град Полоцк.

## Почит
Нейният празник се празнува на 23 май. Ефросиния е единствената девица-светица от източнославянски произход.
Ефросиния е светица-покровителка на Беларус.